# Brighton
För andra betydelser, se Brighton (olika betydelser).

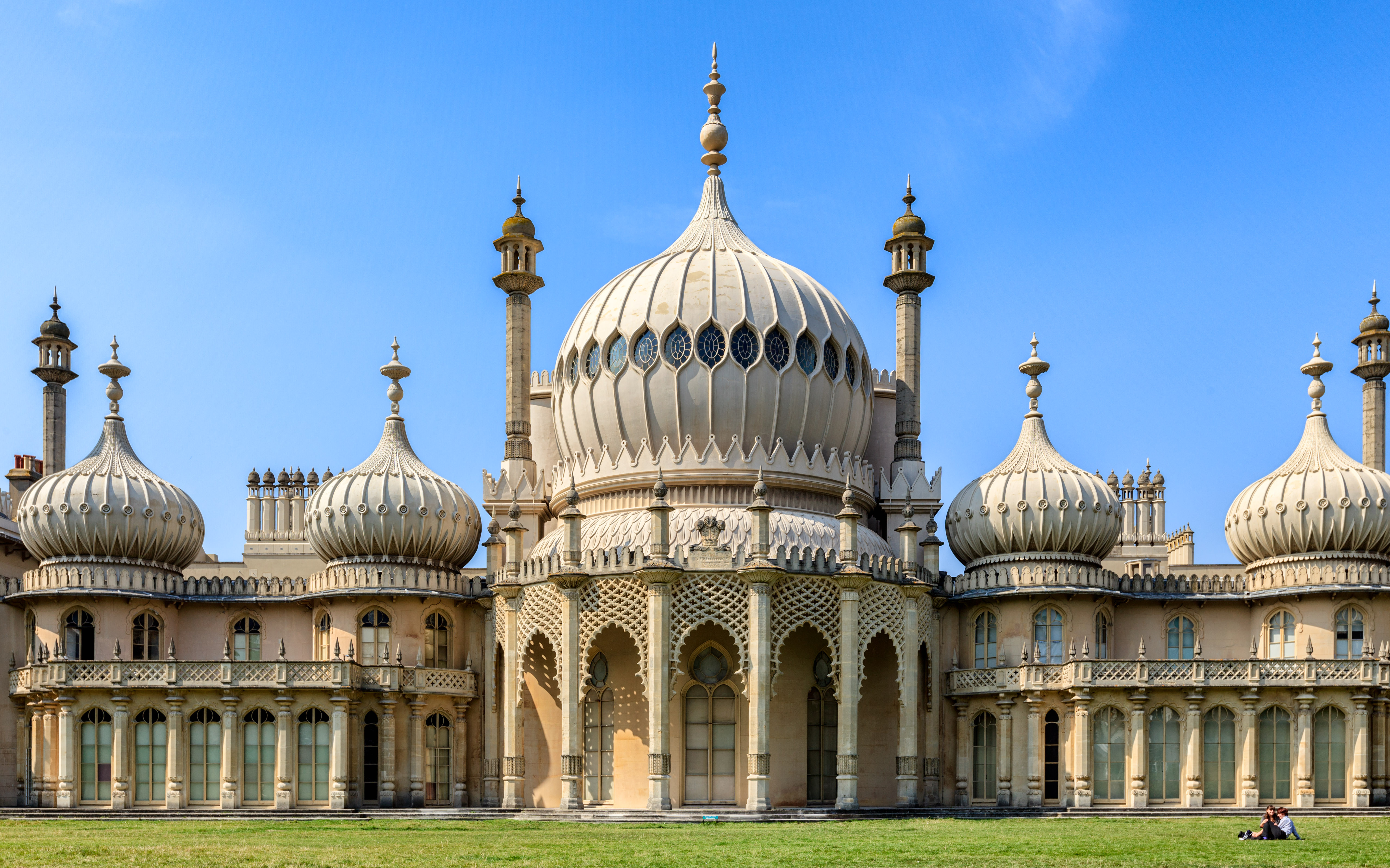
Royal Pavilion i Brighton.

Brighton är en stad i grevskapet i East Sussex i södra England. Staden är en känd turistort på den engelska sydkusten, 76 kilometer söder om London. Brighton är sammanvuxen med staden Hove, och de bildar sedan 1997 en gemensam enhetskommun, Brighton and Hove. Tätortsdelen (built-up area sub division) Brighton and Hove hade 229 700 invånare vid folkräkningen år 2011.
Brighton har en ryktbar gaykultur och ses ibland som Europas motsvarighet till San Francisco. I Brighton finns mängder av klubbar och kaféer för homosexuella, särskilt i stadsdelen Kemptown.
Staden har på senare tid blivit en alltmer populär studieort med två universitet (University of Sussex och University of Brighton) och flera språkskolor.

## Historia
Brighton nämns för första gången i skrift i den anglosaxiska krönikan, då under namnet Beorthelm's-tun. Staden omnämns återigen år 1086 i Domedagsboken (Domesday Book) och kallades då Bristelmestune.
Samhället Brighthelmstone var fram till 1700-talet en liten fiskeby, men orten skulle snabbt förvandlas, delvis med anledning av att doktor Richard Russel 1753 publicerade en artikel om de hälsosamma effekterna av havsbad vid Brighton. Russel byggde ett spa vid kusten, och snart började rika och sjuka dra sig ner till kusten för att bota sig, eller bara vila upp sig.
Strömningen till Brighton ökade ännu mer när prins Georg, senare Georg IV, hyrde ett hus vid nuvarande Old Steine 1786. Prinsen tillbringade mycket tid i Brighton för att undkomma det stressiga och kvävande livet i London och byggde om sitt fritidshus i "orientalisk" stil. I dag är The Royal Pavilion stadens mest kända landmärke, som bland annat återfinns i stadens logotyp.
År 1840 öppnade järnvägslinjen mellan London och Brighton, och idag är Brighton ett populärt dags- eller helgutflyktsmål för Londonbor.
Under det tidiga 1960-talet blev Brighton skådeplats för sammanstötningar mellan de två ungdomskulturerna mods och rockers som vallfärdade till staden under bank holidays för att dansa och umgås.
Den 6 april 1974 skrev Brighton in sig i musikhistorien, då den svenska popgruppen Abba vann Eurovision Song Contest med bidraget Waterloo, varefter de påbörjade sin internationella karriär.
Den 12 oktober 1984 utförde IRA ett bombattentat vid det Konservativa partiets årliga kongress vid stadens Grand Hotel.

## Ekonomi
American Express har ett imponerande före detta huvudkontor i de centrala delarna av Brighton och har runt 3 000 anställda, vilket gör företaget till den största privata arbetsgivaren i staden.
The Lanes är ett myllrande område i centrum, med smala gator som i stort följer de gamla gatorna i den ursprungliga fiskebyn Brighthelmstone. Affärerna här är mestadels klädaffärer, juvelerare och antikaffärer, men det finns även pubar och restauranger.
North Laine, direkt norr om The Lanes, är en ursprungligen mer alternativ del av centrum med caféer, avantgarde- och alternativbutiker samt en försvarlig mängd tatueringsstudior.
I Churchill Square, ett köpcentrum byggt 1998 med 85 butiker och 5 restauranger, finns de flesta brittiska High Street-butikerna representerade. Utanför Churchill Square går Western Road mot Hove-delen av staden med fler kedjebutiker.

### Infrastruktur
Brighton har sedan 1840 en järnvägsstation. Den har förbindelse med bland annat London och Bedford.
Volk's Electric Railway går längs med stranden och gör anspråk på att vara den äldsta elektriska järnvägen som fortfarande är i drift. Det lokala bussnätet trafikeras med över 250 bussar.
Shoreham (Brighton City) Airport, utanför Shoreham-by-Sea har, förutom inrikesflyg till Kanalöarna, även flyglinjer till Frankrike.
Flygplatsen användes bland annat för filminspelningen av Dan Browns Da Vinci-koden.

## Bryggorna

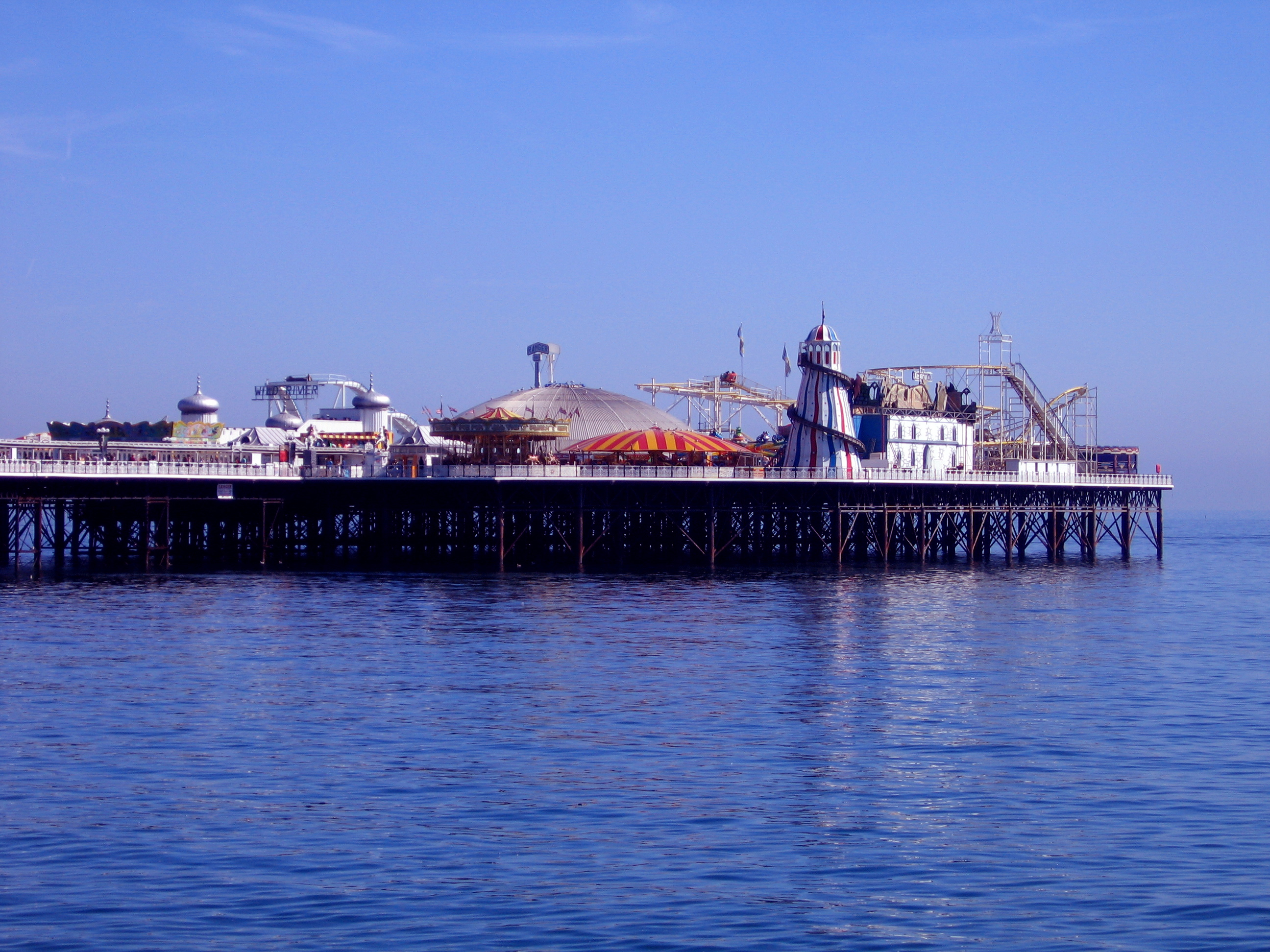
Brighton Pier i juli 2005.

Nöjesbryggor återfinns i varje engelsk kuststad med självaktning, men Brighton var länge speciellt med sina två bryggor. Sedan den äldre West Pier totalförstördes av en brand 2003, finns dock bara Brighton Pier (förr kallad Palace Pier) kvar.
West Pier byggdes 1866, ungefär på gränsen mellan Brighton och Hove, av Eugenius Birch, och stängdes redan 1975, på grund av säkerhetsrisk. Flera försök att samla ihop pengar till en renovering har gjorts, och just när en renovering såg ut att vara finansiellt möjlig, kollapsade stora delar av bryggan i stormar den 29 december 2002 och 20 januari 2003. Branden den 28 mars 2003 tillintetgjorde alla resterande förhoppningar om en renovering.
Brighton Pier byggdes 1899 och är fortfarande en populär attraktion, med diverse restauranger, pubar och ett litet nöjesfält längst ut på bryggan.
Brighton hade tidigare ytterligare en brygga, Chain Pier, som byggdes 1823, inte som en nöjesbrygga, utan att lägga till båtar vid, men den hade enstaka nöjesföremål, till exempel en camera obscura. Chain Pier överlevde byggnationen av West Pier, men ett villkor för att Palace Pier skulle få byggas var att byggarna skulle riva Chain Pier, men de besparades besväret när Chain Pier förstördes i en storm den 4 december 1896. Resterna av bryggan kan fortfarande ses vid tillfällen av extremt lågt vattenstånd.

## Idrott
I staden huserar fotbollslaget Brighton & Hove Albion FC som spelar sina hemmamatcher på Falmer Stadium.